# FC Trinity Zlín
FC Trinity Zlín er en tjekkisk fodboldklub fra byen Zlín i Mähren. Klubben spiller i Tjekkiets bedste række, 1. liga.

## Historie
Klubben blev grundlagt i 1919 og spillede på højeste niveau i perioden 1938-47, hvor klubben blev diskvalificeret for at have manipuleret med resultaterne. Klubben spillede herefter sporadisk i de bedste tjekkoslovakiske og tjekkiske ligaer. Efter oprykning til den bedste liga i 2002 har klubben ligget i den bedste tjekkiske liga, Liga 1.
Klubben opnåede i maj 2017 sin første store trofæ, da klubben vandt den tjekkiske ligacup. Da Manchester United FC samtidig vandt Europa League og da Slavia Prag vandt den tjekkiske liga, kvalificerede Zlin sig automatisk til gruppespillet i 2017-18 Europa League. Det er klubbens første optræden i en europæisk turnering, bortset fra TOTO-cuppen.

## Tidligere navne
- 1919 – SK Zlín (Sportovní klub Zlín)
- 1922 – SK Baťa Zlín (Sportovní klub Baťa Zlín)
- 1948 – SK Botostroj I. Zlín (Sportovní klub Botostroj I. Zlín)
- 1958 – TJ Gottwaldov (Tělovýchovná jednota Gottwaldov) – merger of Spartak and Jiskra
- 1989 – SK Zlín (Sportovní klub Zlín)
- 1990 – FC Svit Zlín (Football Club Svit Zlín, a.s.)
- 1996 – FC Zlín (Football Club Zlín, a.s.)
- 1997 – FK Svit Zlín (Fotbalový klub Svit Zlín, a.s.)
- 2001 – FK Zlín (Fotbalový klub Zlín, a.s.)
- 2002 – FC Tescoma Zlín (Football Club Tescoma Zlín, a.s.)
- 2012 – FC Fastav Zlín (Football Club Fastav Zlín, a.s.)
- 2022 – FC Trinity Zlín (Football Club Trinity Zlín, a.s.)

## Spillere

### Nuværende spillertrup
| Nr. | Land                | Position | Spiller             |
| --- | ------------------- | -------- | ------------------- |
| 1   | Tjekkiet            | MM       | Zdeněk Zlámal       |
| 5   | Tjekkiet            | MI       | Petr Hronek         |
| 6   | Tjekkiet            | MI       | David Štípek        |
| 7   | Senegal             | AN       | Dame Diop           |
| 8   | Tjekkiet            | MI       | Petr Jiráček        |
| 10  | Frankrig            | AN       | Jean-David Beauguel |
| 11  | Bosnien-Hercegovina | MI       | Adnan Džafić        |
| 12  | Elfenbenskysten     | MI       | Ibrahim Traoré      |
| 13  | Tjekkiet            | MI       | Tomáš Janíček       |
| 14  | Tjekkiet            | MI       | Daniel Holzer       |
| 15  | Tjekkiet            | AN       | Antonín Fantiš      |
| 16  | Slovakiet           | FO       | Róbert Matejov      |
| 17  | Tjekkiet            | MM       | Stanislav Dostál    |

| Nr. | Land                | Position | Spiller             |
| --- | ------------------- | -------- | ------------------- |
| 18  | Serbien             | MI       | Zoran Gajić         |
| 19  | Argentina           | MI       | Pablo Podio         |
| 21  | Tjekkiet            | MI       | Josef Hnaníček      |
| 22  | Tjekkiet            | FO       | Lukáš Bartošák      |
| 23  | Tjekkiet            | MI       | Miloš Kopečný       |
| 25  | Tjekkiet            | MI       | Robert Bartolomeu   |
| 27  | Tjekkiet            | FO       | Ondřej Bačo         |
| 28  | Nigeria             | MI       | Ubong Ekpai         |
| 29  | Gabon               | MI       | Duval Nzembi        |
| 44  | Tjekkiet            | MM       | Milan Švenger       |
| 90  | Serbien             | MI       | Vukadin Vukadinović |
| 95  | Bosnien-Hercegovina | MI       | Mirzad Mehanović    |

Opdateret 27. januar 2017.